# クリス・クナイフェル
クリス・クナイフェル（Chris Kneifel 1961年4月23日 - ）は、 アメリカ合衆国の元レーシングドライバー。CARTで活躍し､インディアナポリス500にも数回に渡って出場した。シカゴ出身。
CART引退後は、アメリカン・ルマン・シリーズで活躍。ロン・フェローズ、フランク・フレオン、ジョニー・オコーネルとチームを組み、2001年のデイトナ24時間レースで総合優勝を果たし、キャリアを締めくくった。 2001年から2004年まで、彼はCARTのチーフスチュワード（レースディレクター）を務めていた。

## レース記録

### ル・マン24時間レース
| 年   | チーム                 | コ・ドライバー                      | 車両                    | クラス | 周回 | 総合 | クラス |
| ---- | ---------------------- | ----------------------------------- | ----------------------- | ------ | ---- | ---- | ------ |
| 2000 | コルベット・レーシング | ロン・フェローズ ジャスティン・ベル | Chevrolet Corvette C5-R | GTS    | 326  | 11位 | 4位    |